# 次元 (ベクトル空間)
数学における、ベクトル空間の次元（じげん、英: dimension）とは、その基底の濃度、すなわち基底に属するベクトルの個数である。 他の種類の次元（たとえばヒルベルト次元）との区別のため、ハメル次元または代数次元と呼ばれることもある。この定義は「任意のベクトル空間は（選択公理を仮定すれば）基底を持つ」ことと「一つのベクトル空間の基底は、どの二つも必ず同じ濃度を持つ」という二つの事実に依存しており、これらの事実の結果として、ベクトル空間の次元は空間に対して一意的に定まる。体 F 上のベクトル空間 V の次元を dimF(V) あるいは [V : F] で表す（文脈から基礎とする体 F が明らかならば単に dim(V) と書く）。
ベクトル空間 V が有限次元であるとは、その次元が有限値であるときにいう。

## 例
ベクトル空間 R3 は
{\displaystyle \left\{{\begin{pmatrix}1\\0\\0\end{pmatrix}},{\begin{pmatrix}0\\1\\0\end{pmatrix}},{\begin{pmatrix}0\\0\\1\end{pmatrix}}\right\}}
を基底に持ち、従って dimR(R3) = 3 が成り立つ。より一般に、dimR(Rn) = n が成り立ち、さらに一般に、任意の体 F に対して dimF(Fn) = n が成り立つ。
複素数の全体 C は実ベクトル空間でも複素ベクトル空間でもあるが、それぞれの場合について dimR(C) = 2 および dimC(C) = 1 が成り立つ。従って、次元の値は基礎とする体の取り方に依存するものである。
次元が 0 のベクトル空間は、零ベクトルのみからなるベクトル空間 {0} のみである。

## いくつかの事実について
ベクトル空間 V の部分線型空間 W に対して dim(W) ≤ dim(V) が成り立つ。
二つの有限次元ベクトル空間が等しいことを示すのに、次の判定規準が利用できる。
V が有限次元ベクトル空間で W が V の部分線型空間とするとき、dim(W) = dim(V) ならば W = V が成り立つ。
Rn は標準的な基底 {e1, ..., en} を持つ。ただし ei は単位行列の第 i-列に対応する。従って Rn の次元は n である。
体 F 上の任意の二つのベクトル空間は、その次元が等しいならば互いに同型である。それらの基底の間の任意の全単射はベクトル空間の間の全単射な線型写像に一意的に拡張することができる。集合 B が与えられたとき、F 上の次元が |B| （B の濃度）であるようなベクトル空間を、次のように作ることができる。写像 f: B → F で、有限個の例外を除く B の各元 b に対して f(b) = 0 となるようなものの全体 F(B) を取り、元ごとの和とスカラー倍によってこれらの写像の間の加法と F の元によるスカラー乗法を定めれば、それが初期の F-ベクトル空間である。
次元についての重要な結果として、線型写像に対する階数・退化次数定理が挙げられる。
F/K を体の拡大とすると、拡大体 F は特に部分体 K 上のベクトル空間の構造を持つ。さらに、任意の F-ベクトル空間 V は K-ベクトル空間と見ることもできる。これらのベクトル空間の次元は
dimK(V) = dimK(F) dimF(V)
なる関係によって結ばれている。特に任意の n-次元複素ベクトル空間は実ベクトル空間として次元 2n を持つ。
ベクトル空間の次元について、基底の濃度および空間自身の濃度に関するいくつか簡単な公式が知られている。V を体 F 上のベクトル空間とし、その次元を dim V で表すと
- dim V が有限ならば |V| = |F|dimV
- dim V が無限ならば |V| = max(|F|, dim V)

などが成立する。

## 一般化
ベクトル空間をマトロイドの特別の場合とみることができて、後者にたいして次元の概念を矛盾なく定義することができる。加群の長さおよびアーベル群のランクは、いずれもベクトル空間の次元と同様のさまざまな性質をもつ。
ヴォルフガンク・クルル (1899–1971) に由来する、可換環のクルル次元は、環の素イデアルの昇列における真の包含関係の個数のうち最大のものとして定義される。

### トレースによる特徴づけ
ベクトル空間の次元は、その恒等作用素のトレースとして特徴付けることもできる。例えば、
{\displaystyle \operatorname {tr} \operatorname {id} _{\mathbf {R} ^{2}}=\operatorname {tr} {\begin{pmatrix}1&0\\0&1\end{pmatrix}}=1+1=2}
はトレースの定義から明らかだが、一般化には有用である。
まず、これにより自然な意味での基底をもたないがトレースが定義できると言う場合にも次元の概念を定義することができるようになる。例えば代数 A が単位射 η: K → A および余単位射 ε: A → K を持つならば、合成射 ε ∘ η: K → K は「恒等変換のトレース」に対応するスカラー（一次元空間上の線型作用素）であり、これによって抽象代数に対する次元の概念を考えることができる。実用上は、双代数について（余単位射を次元で割った ε ≔ (1/n)tr に正規化して）この合成射が恒等変換となることを要求することがある。この場合には正規化定数が次元に対応することになる。
また、無限次元空間上の作用素のトレースを定義することもできる。この場合、（有限な）次元が存在しなくても（有限次の）トレースを定義して、「作用素の次元」の概念を考えることができる。これらは、ヒルベルト空間上の「トレースクラス作用素」やもっと一般のバナッハ空間上の核作用素の考え方に該当する。
もう少し一般化して、作用素の族のトレースを「捻られた」時限の一種と考えることもできる。これは表現論において顕著に現れる。表現論における表現の指標とは表現のトレースのことであるから、群 G 上のスカラー値函数 χ: G → K の単位元 1 ∈ G における値 χ(1) が表現の次元ということになる。これは表現によって単位元が写される先が単位行列であること、すなわち
{\displaystyle \chi (1_{G})=\operatorname {tr} I_{V}=\dim V}
が成立することによる。そこで指標の他の値 χ(g) を「捻られた」次元と考えることができて、次元に関する主張に対して、「次元」を指標や表現で置き換えたアナロジーや一般化を得ることができる。このようなものはモンスター群のムーンシャイン現象の理論において生じる。j-不変量はモンスター群の無限次元次数つき表現の次数つき次元であるが、次元を指標に取り替えることによりモンスター群の各元に対してマッケイ＝トンプソン級数が与えられる。